# 서울고속버스터미널
서울고속버스터미널은 서울특별시 서초구 반포동에 있는 고속버스 터미널이다. 경부선(영천상주선, 중부내륙선 포함), 구마선(통영대전선 포함), 영동선(동해선 및 서울양양선 포함) 연선으로 운행하는 고속버스 노선을 운영 중이다.
흔히 이 터미널과 이웃한 센트럴시티를 함께 묶어 고속버스터미널 혹은 강남터미널로 부른다. 센트럴시티는 호남선 고속버스의 서울 기·종점이다. 지하에는 수도권 전철 3호선과 7호선, 그리고 9호선의 환승역인 고속터미널역이 있다. 고속버스 전산망상의 터미널 번호는 010이다.
서울고속버스터미널주식회사에서 운영한다. 이 회사는 1975년 11월 14일에 설립되었으며, 현재 여러 고속버스 운송 회사들이 합작 설립하여 각자의 지분을 갖고 운영하고 있다. 본래 대주주는 금호산업으로써 금호아시아나그룹 측 경영진이 경영하고 있었으나, 이후 신세계그룹 계열로 갓 편입된 센트럴시티에 지분을 매각하여 현재는 신세계그룹 측 경영진이 경영하고 있다. 명칭은 설립할 때부터 당시 외래어 표기법에 따라 서울고속버스터미날이라는 명칭을 사용하였으나, 2016년 8월부터 회사 명칭을 지금의 외래어 표기법에 맞게 서울고속버스터미널로 바꾸었다.
매일 약 5만명의 승객이 이용 중이며, 명절에는 서울역과 함께 귀성객이 쉴새없이 방문하는 진풍경을 보인다.

## 역사
1974년에는 서울 시내의 여러 곳에 고속버스터미널이 분산되어 있었는데, 종로6가의 동대문고속버스터미널·봉래동1가의 한진고속·남대문로5가의 동양고속·을지로3가의 속리산고속·관철동의 삼화고속·도동1가의 그레이하운드·충무로3가의 유신고속 등이었다. 시내의 교통 혼잡이 가시화하자 이들을 통합하여 한 곳으로 이전하는 방안이 등장하였고, 그 입지로는 기존의 동대문터미널을 비롯하여 봉래동2가의 구 도매시장, 당산동3가의 구 영등포공작창, 반포동의 부지 등이 검토되었다.
1975년 6월 27일 강남 개발의 일환으로 터미널을 반포동·당산동·성북역 앞의 3곳으로 모으는 계획이 확정되었다. 이에 반포동의 부지에서 1976년 4월 8일 시설을 착공하여, 1976년 9월 1일부터 가건물 형태로 영업을 시작하였는데, 시내의 기존 터미널에서 출발하여 강남을 거쳐 운행하는 형태였다. 이러한 형태는 교통부령에 의하여 1977년 4월 21일과 7월 1일, 8월 20일의 세 차례에 걸쳐 서울-수원 간을 제외한 모든 노선이 강남터미널로 이전하며 해소되었다.
현재 쓰이고 있는 터미널 건물은 1979년 5월 23일 신축 계획을 확정하고 건설을 시작하여, 1981년 10월 20일에 준공하였다. 이는 이전까지 쓰이던 가건물을 철거하고 지은 것이었다. 완공 당시에는 2층과 3층에도 승차장이 있는 동양 최대의 버스 터미널 중 한 곳으로 꼽혔으나, 철도나 항공으로 승객 수요가 이동함과 더불어 건물이 노후하여 현재는 1층만 승강장으로 사용하고 있다. 3층은 화훼상가로, 5층은 웨딩홀로 사용되고 있었으나, 5층 웨딩홀은 2017년 5월에 영업을 종료했고 현재 이 자리에는 신세계백화점 본사가 상주해 있다.
1985년 10월 18일에는 수도권 전철 3호선이, 2000년 8월 1일에는 7호선이, 2009년 7월 24일에는 9호선 고속터미널역이 개통되었다.
2006년에 광주광역시의 유스퀘어가 리모델링 공사를 하며 규모는 전국 2위로 밀려났다.

## 승차홈
2017년 8월 1일부터 승차홈 조정에 따라 시행 중인 내용이다.
|        |                  |                  |            |            |            |            |            |            |            |            |            |            |            |            |            |            |            |            |            |            |            | 무인발권기 | 제1매표소 |
| 1      | → 센 트 럴 시 티 | → 센 트 럴 시 티 |            |            |            |            |            |            |            |            |            |            |            |            |            |            |            |            |            |            |            |            |           |
| 2      | → 센 트 럴 시 티 | → 센 트 럴 시 티 |            |            |            |            |            |            |            |            |            |            |            |            |            |            |            |            |            |            |            |            |           |
| 3      | → 센 트 럴 시 티 | → 센 트 럴 시 티 |            |            |            |            |            |            |            |            |            |            |            |            |            |            |            |            |            |            |            |            |           |
| 4      | → 센 트 럴 시 티 | → 센 트 럴 시 티 |            |            |            |            |            |            |            |            |            |            |            |            |            |            |            |            |            |            |            |            |           |
| 5      | → 센 트 럴 시 티 | → 센 트 럴 시 티 |            |            |            |            |            |            |            |            |            |            |            |            |            |            |            |            |            |            |            |            |           |
| 6      | → 센 트 럴 시 티 | → 센 트 럴 시 티 |            |            |            |            |            |            |            |            |            |            |            |            |            |            |            |            |            |            |            |            |           |
| 7      | → 센 트 럴 시 티 | → 센 트 럴 시 티 |            |            |            |            |            |            |            |            |            |            |            |            |            |            |            |            |            |            |            |            |           |
| 8      | → 센 트 럴 시 티 | → 센 트 럴 시 티 |            |            |            |            |            |            |            |            |            |            |            |            |            |            |            |            |            |            |            |            |           |
| 9      | → 센 트 럴 시 티 | → 센 트 럴 시 티 |            |            |            |            |            |            |            |            |            |            |            |            |            |            |            |            |            |            |            |            |           |
| 10     | → 센 트 럴 시 티 | → 센 트 럴 시 티 |            |            |            |            |            |            |            |            |            |            |            |            |            |            |            |            |            |            |            |            |           |
| 11     | → 센 트 럴 시 티 | → 센 트 럴 시 티 |            |            |            |            |            |            |            |            |            |            |            |            |            |            |            |            |            |            |            |            |           |
| 12     | → 센 트 럴 시 티 | → 센 트 럴 시 티 |            |            |            |            |            |            |            |            |            |            |            |            |            |            |            |            |            |            |            |            |           |
| 13     | → 센 트 럴 시 티 | → 센 트 럴 시 티 |            |            |            |            |            |            |            |            |            |            |            |            |            |            |            |            |            |            |            |            |           |
| 14     | → 센 트 럴 시 티 | → 센 트 럴 시 티 |            |            |            |            |            |            |            |            |            |            |            |            |            |            |            |            |            |            |            |            |           |
| 15     | → 센 트 럴 시 티 | → 센 트 럴 시 티 |            |            |            |            |            |            |            |            |            |            |            |            |            |            |            |            |            |            |            |            |           |
| 16     | → 센 트 럴 시 티 | → 센 트 럴 시 티 |            |            |            |            |            |            |            |            |            |            |            |            |            |            |            |            |            |            |            |            |           |
| 하차장 | → 센 트 럴 시 티 | → 센 트 럴 시 티 | 36         | 35         | 34         | 33         | 32         | 31         | 30         | 29         | 28         | 27         | 26         | 25         | 24         | 23         | 22         | 21         | 20         | 19         | 18         | 17         |           |
| 하차장 | → 센 트 럴 시 티 | → 센 트 럴 시 티 |            |            |            |            |            |            |            |            | 제3매표소  | 제3매표소  | 제3매표소  | 제3매표소  | 무인발권기 | 무인발권기 | 무인발권기 | 무인발권기 |            |            |            |            |           |
| 하차장 | ↓ 신반포로       | ↓ 신반포로       | ↓ 신반포로 | ↓ 신반포로 | ↓ 신반포로 | ↓ 신반포로 | ↓ 신반포로 | ↓ 신반포로 | ↓ 신반포로 | ↓ 신반포로 | ↓ 신반포로 | ↓ 신반포로 | ↓ 신반포로 | ↓ 신반포로 | ↓ 신반포로 | ↓ 신반포로 | ↓ 신반포로 | ↓ 신반포로 | ↓ 신반포로 | ↓ 신반포로 | ↓ 신반포로 | 무인발권기 | 제2매표소 |

### 승강장
| 출발홈 | 행선지                                                               |
| ------ | -------------------------------------------------------------------- |
| 1      | 부산, 부산사상                                                       |
| 2      | 부산, 부산사상                                                       |
| 3      | 마산                                                                 |
| 4      | 창원                                                                 |
| 5      | 진주                                                                 |
| 6      | 울산, 통영, 김해                                                     |
| 7      | 동대구                                                               |
| 8      | 동대구, 밀양                                                         |
| 9      | 포항, 경주, 영천                                                     |
| 10     | 구미, 김천, 상주, 점촌                                               |
| 11     | 대전, 대전청사                                                       |
| 12     | 대전, 대전청사                                                       |
| 13     | 세종시, 세종청사, 세종국책연구단지                                   |
| 14     | 천안                                                                 |
| 15     | 천안                                                                 |
| 16     | 공주, 아산                                                           |
| 17     | 예비                                                                 |
| 18     | 조치원, 금산                                                         |
| 19     | 속초, 양양                                                           |
| 20     | 예비                                                                 |
| 21     | 동해, 삼척                                                           |
| 22     | 강릉, 경포해수욕장                                                   |
| 23     | 제천                                                                 |
| 24     | 원주                                                                 |
| 25     | 원주                                                                 |
| 26     | 용인                                                                 |
| 27     | 이천                                                                 |
| 28     | 여주, 여주프리미엄아울렛                                             |
| 29     | 춘천, 포천, 철원(동송), 영월                                         |
| 30     | 안동, 영덕, 영주, 풍기IC, 예천, 경북도청, 울진, 평해, 백암온천, 단양 |
| 31     | 안성                                                                 |
| 32     | 평택, 안중                                                           |
| 33     | 청주(중앙고속 승차장)                                                |
| 34     | 청주(속리산고속 일반 승차장)                                         |
| 35     | 청주(속리산고속 우등 승차장)                                         |
| 36     | 예비                                                                 |

## 운행 노선

### 수도권
- 2023년 7월 1일부터 여주프리미엄아울렛 방면 노선이 신설되어 운행한다.

| 운행 노선                     | 운행업체 | 운행구간 | 운행구간 | 운행구간                 | 경유지                                                                          | 배차 간격 | 시간표                                                                                      |
| ----------------------------- | -------- | -------- | -------- | ------------------------ | ------------------------------------------------------------------------------- | --------- | ------------------------------------------------------------------------------------------- |
| 서울경부 ↔ 안성               | 금호고속 | 서울경부 | ↔        | 안성                     | 주은풍림아파트, 공도, 대림동산, 중앙대학교 안성캠퍼스, 안성시민회관, 한경대학교 | 15~25분   | 첫차:06:00(서울경부 기준) 막차:23:30(서울경부 기준)                                         |
| 서울경부 ↔ 안중               | 동양고속 | 서울경부 | ↔        | 안중                     | 용이동, 평택대학교, 평택, 안중오거리                                            | 8회       | 06:50, 08:40, 10:20, 14:25, 16:10, 17:40, 19:05, 20:40                                      |
| 서울경부 ↔ 여주               | 동부고속 | 서울경부 | ↔        | 여주                     | 여주대학교                                                                      | 20~30분   | 첫차:06:30(서울경부 기준) 막차:22:00(서울경부 기준(월~목)) 막차:22:10(서울경부 기준(금~일)) |
| 서울경부 ↔ 여주프리미엄아울렛 | 동부고속 | 서울경부 | ↔        | 신세계여주프리미엄아울렛 | 무정차                                                                          | 20~30분   | 첫차:09:00(서울경부 기준) 막차:17:00(서울경부 기준)                                         |
| 서울경부 ↔ 용인               | 동부고속 | 서울경부 | ↔        | 용인                     | 유림동                                                                          | 20~30분   | 첫차:06:30(서울경부 기준) 막차:22:30(서울경부 기준)                                         |
| 서울경부 ↔ 이천               | 동부고속 | 서울경부 | ↔        | 이천                     | 부발(신하리)                                                                    | 15~30분   | 첫차:06:00(서울경부 기준(월~금)) 첫차:06:30(서울경부 기준(토~일)) 막차:22:30(서울경부 기준) |
| 서울경부 ↔ 평택               | 동양고속 | 서울경부 | ↔        | 평택                     | 용이동, 평택대학교                                                              | 15~25분   | 첫차:06:05(서울경부 기준) 막차:23:05(서울경부 기준)                                         |

### 강원권
- 2017년 8월 1일부터 센트럴시티에서 출발하던 홍천, 춘천, 철원(포천, 운천, 신철원 경유) 노선이 이 곳으로 이전되었다.[17]
- 2017년 11월 1일부터 센트럴시티에서 출발하던 영월 방면 노선이 이 곳으로 이전되었다.[18]
- 2018년 2월 8일부터 3월 19일까지 한시적으로 횡계 방면 노선이 신설되어 운행한다.[19]
- 2018년 6월 1일부터 서울경부 ↔ 홍천 노선이 폐선되었다.
- 2021년 3월 16일부터 원주혁신도시 방면 노선이 원주기업도시 경유로 변경[20] 및 기존 서울경부 ↔ 원주 노선 계통에서 분리.

| 운행 노선                           | 운행업체          | 운행구간 | 운행구간 | 운행구간                    | 경유지                                  | 배차 간격 | 시간표                                                |
| ----------------------------------- | ----------------- | -------- | -------- | --------------------------- | --------------------------------------- | --------- | ----------------------------------------------------- |
| 서울경부 ↔ 강릉                     | 동부고속 중앙고속 | 서울경부 | ↔        | 강릉                        | 횡성휴게소                              | 20~30분   | 첫차:06:00(서울경부 기준) 막차:23:30(서울경부 기준)   |
| 서울경부 ↔ 동해/삼척                | 동부고속          | 서울경부 | ↔        | 삼척                        | 횡성휴게소, 동해, 강원대학교 삼척캠퍼스 | 30~40분   | 첫차:06:30(서울경부 기준) 막차:23:30(서울경부 기준)   |
| 서울경부 ↔ 속초                     | 동부고속 중앙고속 | 서울경부 | ↔        | 속초                        | 무정차                                  | 30~60분   | 첫차:06:00(서울경부 기준) 막차:23:30(서울경부 기준)   |
| 서울경부 ↔ 속초 (양양 경유)         | 동부고속 중앙고속 | 서울경부 | ↔        | 속초                        | 양양                                    | 50~60분   | 첫차:06:30(서울경부 기준) 막차:23:30(서울경부 기준)   |
| 서울경부 ↔ 영월                     | 경기고속          | 서울경부 | ↔        | 영월                        | 무정차                                  | 4회       | 10:00, 13:30, 19:00, 20:30                            |
| 서울경부 ↔ 원주                     | 동부고속 중앙고속 | 서울경부 | ↔        | 원주                        | 문막                                    | 15~20분   | 첫차:06:00(서울경부 기준) 막차:23:00(서울경부 기준)   |
| 서울 경부 ↔ 원주혁신(기업도시 경유) | 동부고속 중앙고속 | 서울경부 | ↔        | 원주혁신도시(기업도시 경유) | 원주기업도시, 원주혁신도시              | 9회       | 06:30,07:00,10:00,11:00,13:30,15:00,17:00,18:30,20:30 |
| 서울경부 ↔ 철원                     | 강원고속          | 서울경부 | ↔        | 동송                        | 포천, 운천, 신철원                      | 10회      | 첫차:07:00(서울경부 기준) 막차:19:50(서울경부 기준)   |
| 서울경부 ↔ 춘천                     | 강원고속 대원고속 | 서울경부 | ↔        | 춘천(시외)                  | 무정차                                  | 40~50분   | 첫차:06:50(서울경부 기준) 막차:21:00(서울경부 기준)   |

### 충청권
- 2016년 8월 1일부터 아산행 노선 중 하루 3회 둔포를 경유하는 노선이 신설되었다.[26]
- 2018년 1월 31일부터 세종국책연구단지 경유 세종행 노선이 신설되었다.[27]
- 2019년 9월 1일에 구인사행 노선이 영주행 노선으로부터 분리 신설되었다.

| 운행 노선           | 운행업체                                                                  | 운행구간 | 운행구간 | 운행구간 | 경유지                                   | 배차 간격 | 시간표 |
| ------------------- | ------------------------------------------------------------------------- | -------- | -------- | -------- | ---------------------------------------- | --------- | --- |
| 서울경부 ↔ 공주     | 금호고속                                                                  | 서울경부 | ↔        | 공주     | 무정차                                   | 20~30분   | 첫차:06:05(서울경부 기준) 막차:23:05(서울경부 기준)                                                                                  |
| 서울경부 ↔ 금산     | 금호고속 삼화고속                                                         | 서울경부 | ↔        | 금산     | 마전리                                   | 8회       | 06:30, 08:05, 10:05, 11:30, 13:30, 15:05, 17:05, 18:40                                                                               |
| 서울경부 ↔ 대전복합 | 금호고속 동양고속 중앙고속 천일고속 한일고속                              | 서울경부 | ↔        | 대전복합 | 무정차                                   | 5~20분    | 첫차:06:00(서울경부 기준) 막차:00:10(서울경부 기준)                                                                                  |
| 서울경부 ↔ 대전청사 | 금호고속 동양고속 중앙고속 천일고속 한일고속                              | 서울경부 | ↔        | 대전청사 | 도룡동                                   | 30~40분   | 첫차:06:00(서울경부 기준) 막차:21:50(서울경부 기준)                                                                                  |
| 서울경부 ↔ 세종시   | 금호고속 동양고속 동부고속 중앙고속 삼화고속 속리산고속 천일고속 한일고속 | 서울경부 | ↔        | 세종     | 정부세종청사                             | 15~30분   | 첫차:06:00(서울경부 기준) 막차:24:00(서울경부 기준)                                                                                  |
| 서울경부 ↔ 세종시   | 금호고속 동양고속 동부고속 중앙고속 삼화고속 속리산고속 천일고속 한일고속 | 서울경부 | ↔        | 세종     | 죽전, 세종국책연구단지                   | 40~60분   | 첫차:06:06(서울경부 기준) 막차:22:26(서울경부 기준)                                                                                  |
| 서울경부 ↔ 아산온양 | 동양고속                                                                  | 서울경부 | ↔        | 아산     | 천안아산역, 서부휴게소(봉강교)           | 25~50분   | 첫차:06:00(서울경부 기준) 막차:22:40(서울경부 기준)                                                                                  |
| 서울경부 ↔ 아산온양 | 동양고속                                                                  | 서울경부 | ↔        | 아산     | 둔포, 아산테크노밸리                     | 3회       | 09:20, 15:20, 20:45 |
| 서울경부 ↔ 제천     | 동부고속                                                                  | 서울경부 | ↔        | 제천     | 하소동                                   | 30~40분   | 첫차:06:00(서울경부 기준(월요일)) 첫차:06:30(서울경부 기준(화~일)) 막차:21:00(서울경부 기준(월~목)) 막차:21:30(서울경부 기준(금~일)) |
| 서울경부 ↔ 조치원   | 속리산고속 중앙고속                                                       | 서울경부 | ↔        | 조치원   | 고려대학교·홍익대학교 세종캠퍼스         | 45~60분   | 첫차:06:40(서울경부 기준) 막차:20:30(서울경부 기준)                                                                                  |
| 서울경부 ↔ 천안     | 동양고속                                                                  | 서울경부 | ↔        | 천안     | 천안 나들목                              | 5~20분    | 첫차:06:00(서울경부 기준) 막차:00:20(서울경부 기준)                                                                                  |
| 서울경부 ↔ 청주고속 | 속리산고속 중앙고속                                                       | 서울경부 | ↔        | 청주     | 청주 나들목                              | 10~35분   | 첫차:05:40(서울경부 기준) 막차:24:00(서울경부 기준)                                                                                  |
| 서울경부 ↔ 구인사   | 경기고속                                                                  | 서울경부 | ↔        | 구인사   | 평동, 상진리, 단양, 사평리, 영춘, 구인사 | 3회       | 09:20, 14:10, 18:00 |

### 영남권
- 2017년 7월 1일부터 센트럴시티에서 출발하던 영덕(안동 경유), 영주(풍기 경유), 예천(경북도청 경유), 온정(광비, 삼근, 울진,평해 경유) 노선이 이 곳으로 이전되었다.[34]
- 영천상주고속도로 개통으로 고속버스 인가가 변경되어 경주, 부산, 영천, 울산, 포항 방면 노선은 선산휴게소를 경유하지 않고 2019년 4월 10일부터 낙동강휴게소를 경유하는 것으로 변경되었다.

| 운행 노선           | 운행업체                                              | 운행구간 | 운행구간 | 운행구간 | 경유지                                 | 배차 간격 | 시간표                                                                                                  |
| ------------------- | ----------------------------------------------------- | -------- | -------- | -------- | -------------------------------------- | --------- | --- |
| 서울경부 ↔ 경주     | 금호고속 천일고속 한일고속                            | 서울경부 | ↔        | 경주     | 낙동강의성휴게소                       | 60~70분   | 첫차:06:10(서울경부 기준) 막차:23:55(서울경부 기준)                                                     |
| 서울경부 ↔ 구미     | 동양고속 중앙고속                                     | 서울경부 | ↔        | 구미     | 황간                                   | 25~60분   | 첫차:06:05(서울경부 기준) 막차:22:05(서울경부 기준)                                                     |
| 서울경부 ↔ 김천     | 금호고속 한일고속                                     | 서울경부 | ↔        | 김천     | 무정차                                 | 7회       | 07:10, 09:05, 11:05, 12:50, 14:50, 17:10, 19:00                                                         |
| 서울경부 ↔ 김해     | 고려여객 천일여객                                     | 서울경부 | ↔        | 김해     | 선산휴게소, 장유                       | 50~70분   | 첫차:06:30(서울경부 기준) 막차:24:20(서울경부 기준)                                                     |
| 서울경부 ↔ 마산     | 동양고속 중앙고속                                     | 서울경부 | ↔        | 마산     | 선산휴게소, 내서                       | 20~40분   | 첫차:06:05(서울경부 기준) 막차:01:00(서울경부 기준)                                                     |
| 서울경부 ↔ 문경     | 한일고속                                              | 서울경부 | ↔        | 문경     | 충주휴게소, 괴산휴게소                 | 15회      | 06:50, 07:15, 08:40, 08:55, 09:10, 09:30, 09:50, 10:00, 10:25, 10:40, 11:05, 12:30, 15:55, 16:10, 18:00 |
| 서울경부 ↔ 동대구   | 동양고속 삼화고속 중앙고속 천일고속 한일고속          | 서울경부 | ↔        | 동대구   | 선산휴게소, 서대구                     | 20~30분   | 첫차:06:00(서울경부 기준) 막차:01:30(서울경부 기준)                                                     |
| 서울경부 ↔ 동대구   | 동양고속 삼화고속 중앙고속 천일고속 한일고속          | 서울경부 | ↔        | 동대구   | 선산휴게소, 신서혁신도시(한국부동산원) | 2회       | 10:50, 17:40                                                                                            |
| 서울경부 ↔ 부산     | 금호고속 동양고속 삼화고속 중앙고속 천일고속 한일고속 | 서울경부 | ↔        | 부산     | 낙동강의성휴게소, 두실역               | 20~40분   | 첫차:06:00(서울경부 기준) 막차:02:00(서울경부 기준)                                                     |
| 서울경부 ↔ 부산사상 | 금호고속 동양고속 삼화고속 중앙고속 천일고속 한일고속 | 서울경부 | ↔        | 서부산   | 선산휴게소                             | 6회       | 06:40, 09:10, 11:20, 14:10, 16:30, 19:10                                                                |
| 서울경부 ↔ 상주     | 금호고속 천일고속 한일고속                            | 서울경부 | ↔        | 상주     | 무정차                                 | 50~70분   | 첫차:07:00(서울경부 기준) 막차:19:40(서울경부 기준)                                                     |
| 서울경부 ↔ 안동     | 경기고속 대원고속                                     | 서울경부 | ↔        | 안동     | 무정차                                 | 40~70분   | 첫차:06:10(서울경부 기준) 막차:22:00(서울경부 기준)                                                     |
| 서울경부 ↔ 영덕     | 경기고속                                              | 서울경부 | ↔        | 영덕     | 안동                                   | 3회       | 07:40, 11:00, 16:00                                                                                     |
| 서울경부 ↔ 영주     | 경기고속 경북고속                                     | 서울경부 | ↔        | 영주     | 풍기                                   | 90분      | 첫차:07:10(서울경부 기준) 막차:20:40(서울경부 기준)                                                     |
| 서울경부 ↔ 영주     | 경기고속 경북고속                                     | 서울경부 | ↔        | 영주     | 풍기                                   | 3회       | 09:10, 13:50, 18:10                                                                                     |
| 서울경부 ↔ 영천     | 천일고속                                              | 서울경부 | ↔        | 영천     | 낙동강의성휴게소, 망정동               | 5회       | 07:30, 10:00, 13:05, 15:40, 18:50                                                                       |
| 서울경부 ↔ 예천     | 경기고속                                              | 서울경부 | ↔        | 예천     | 무정차                                 | 2회       | 12:20, 18:20                                                                                            |
| 서울경부 ↔ 예천     | 경기고속                                              | 서울경부 | ↔        | 예천     | 경북도청                               | 1회       | 07:00                                                                                                   |
| 서울경부 ↔ 온정     | 경기고속                                              | 서울경부 | ↔        | 온정     | 광비, 삼근, 울진, 평해, 후포           | 2회       | 07:30, 13:40                                                                                            |
| 서울경부 ↔ 울산     | 삼화고속 천일고속 한일고속                            | 서울경부 | ↔        | 울산     | 낙동강의성휴게소, 신복                 | 30~40분   | 첫차:06:00(서울경부 기준) 막차:24:35(서울경부 기준)                                                     |
| 서울경부 ↔ 점촌     | 금호고속 천일고속 한일고속                            | 서울경부 | ↔        | 점촌     | 무정차                                 | 60~80분   | 첫차:06:50(서울경부 기준) 막차:20:20(서울경부 기준)                                                     |
| 서울경부 ↔ 진주     | 동양고속 중앙고속                                     | 서울경부 | ↔        | 진주     | 인삼랜드, 개양                         | 20~60분   | 첫차:06:00(서울경부 기준) 막차:24:10(서울경부 기준)                                                     |
| 서울경부 ↔ 진주     | 동양고속 중앙고속                                     | 서울경부 | ↔        | 진주     | 인삼랜드, 진주혁신도시                 | 3회       | 06:20, 12:40, 19:05                                                                                     |
| 서울경부 ↔ 창원     | 동양고속 중앙고속                                     | 서울경부 | ↔        | 창원     | 선산휴게소, 창원역                     | 25~35분   | 첫차:06:10(서울경부 기준) 막차:24:30(서울경부 기준)                                                     |
| 서울경부 ↔ 통영     | 고려여객 천일여객                                     | 서울경부 | ↔        | 통영     | 인삼랜드                               | 40~70분   | 첫차:06:20(서울경부 기준) 막차:24:30(서울경부 기준)                                                     |
| 서울경부 ↔ 포항     | 동양고속 천일고속 한일고속                            | 서울경부 | ↔        | 포항     | 낙동강의성휴게소, 포항시청             | 30~40분   | 첫차:06:00(서울경부 기준) 막차:01:00(서울경부 기준)                                                     |

## 학생 할인
본래 고속버스는 학생 할인이 없이 운행하나 일부 노선에 한해 운행 회사 재량에 따라 학생할인을 제공하고 있다.
다음은 2024년 기준 서울고속버스터미널에서 출발하는 노선 중 학생 할인이 가능한 노선 목록이다.
| 구분        | 이용 가능 노선 |
| ----------- | --- |
| 대학생      | 조치원, 안성(경유지), 여주(여주대), 평택(평택대), 영천, 제천, 용인(유방동), 청주, 천안, 동해, 삼척, 아산(온양), 횡계                                                 |
| 중·고등학생 | 조치원, 금산, 안성(경유지), 여주(여주대), 평택(평택대), 영천, 제천, 용인(유방동), 청주, 천안, 속초(양양), 아산(온양), 이천, 동해, 삼척, 구미, 창원, 마산, 진주, 포항 |

- 학생할인 적용을 받으려면 반드시 본인이 학생 신분임을 증명할 수 있는 학생증이나 청소년증을 제시하여야 한다.
- 위 서류를 제외한 기타 서류(주민등록증, 여권, 운전면허증 등)를 제시할 경우 할인이 적용되지 않는다.

## 연계 교통
- ● 수도권 전철 3호선, ● 서울 지하철 7호선, ● 서울 지하철 9호선 : 고속터미널역

## 사진

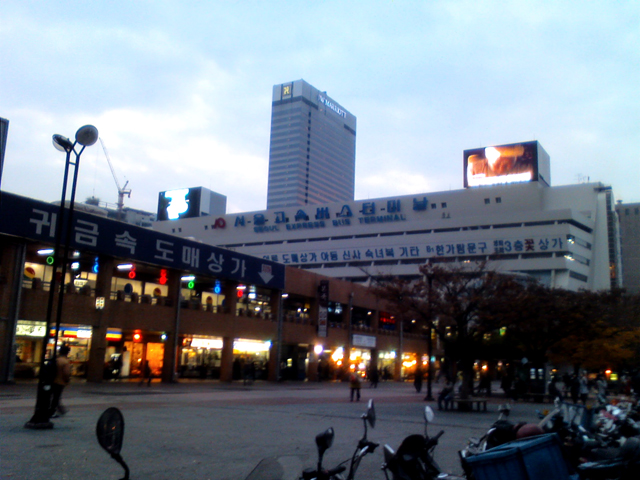
2007년 11월 서울고속버스터미널의 모습
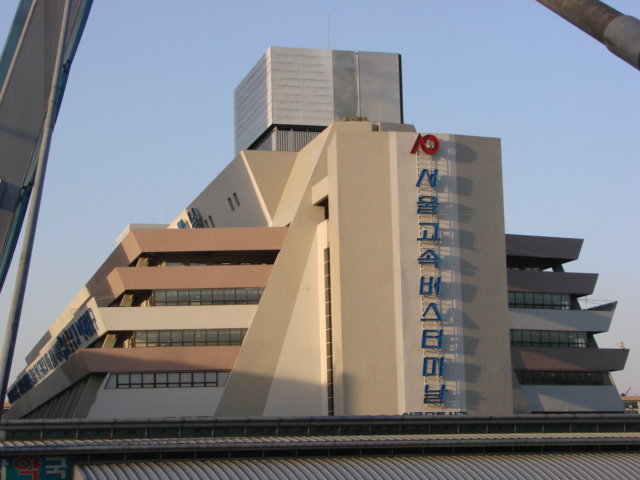
서울고속버스터미널 본관
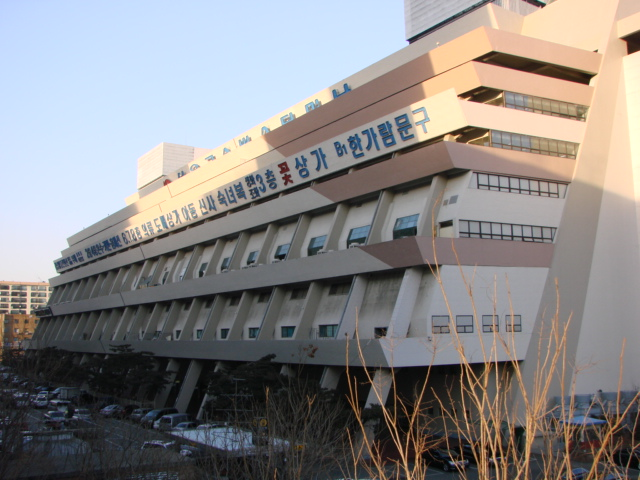
서울고속버스터미널 본관
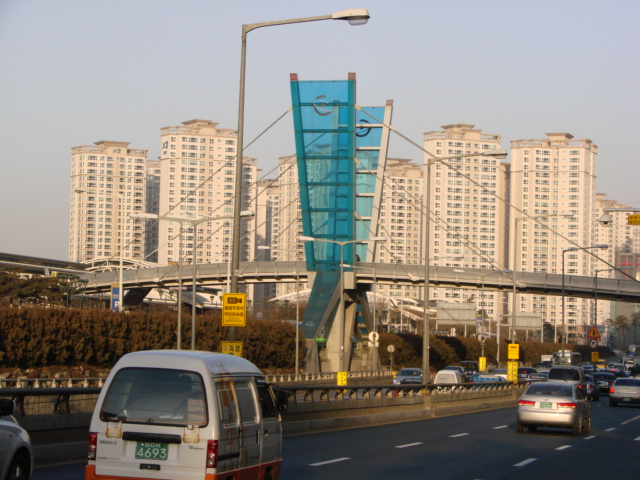
고속버스터미널 뒤편으로 연결되는 육교, 서울성모병원으로 이동 가능
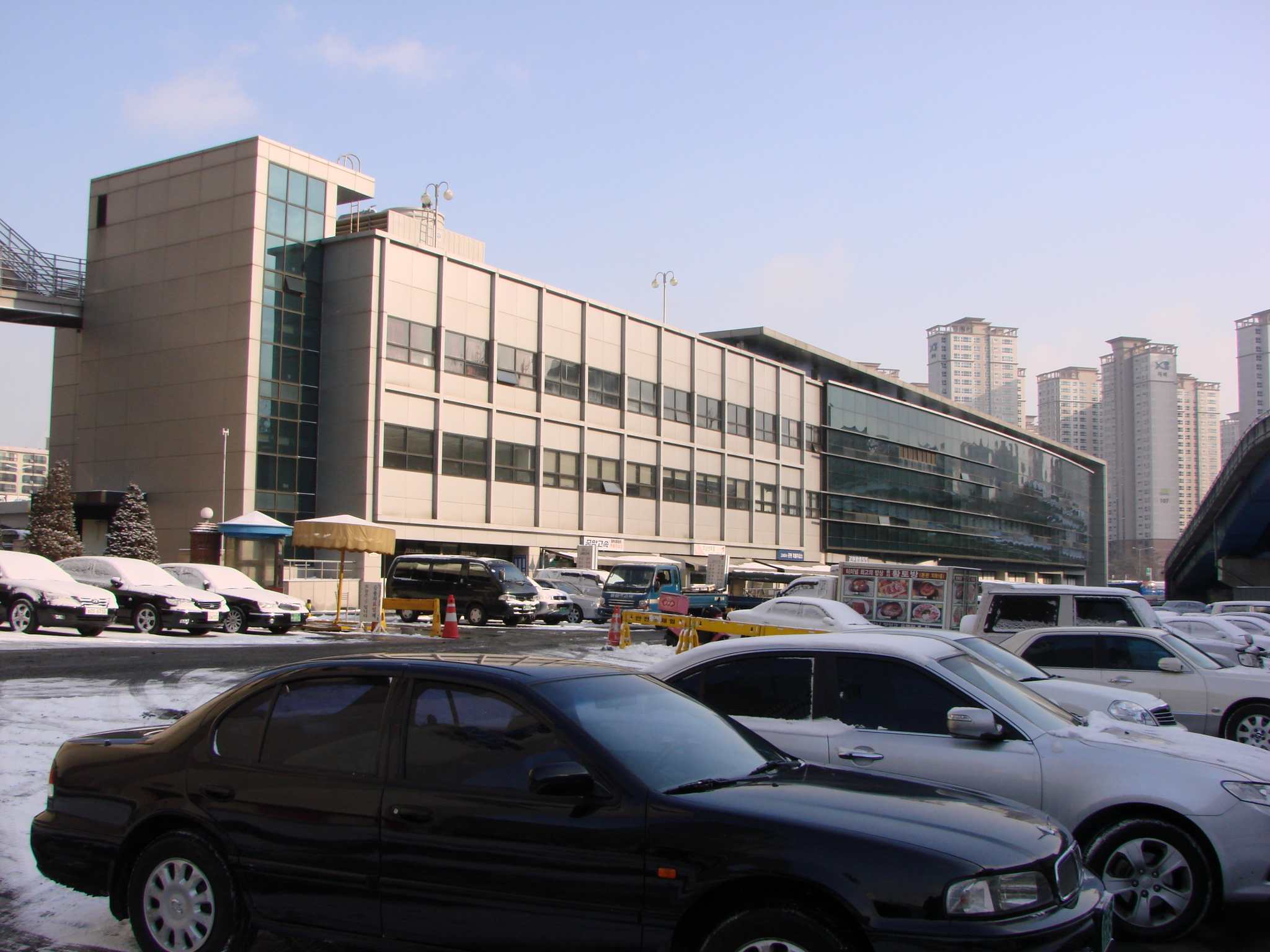
서울고속버스터미널 본관 옆쪽의, 본관과 직결통로로 연결된 있는 건물
서울고속버스터미널 매표소
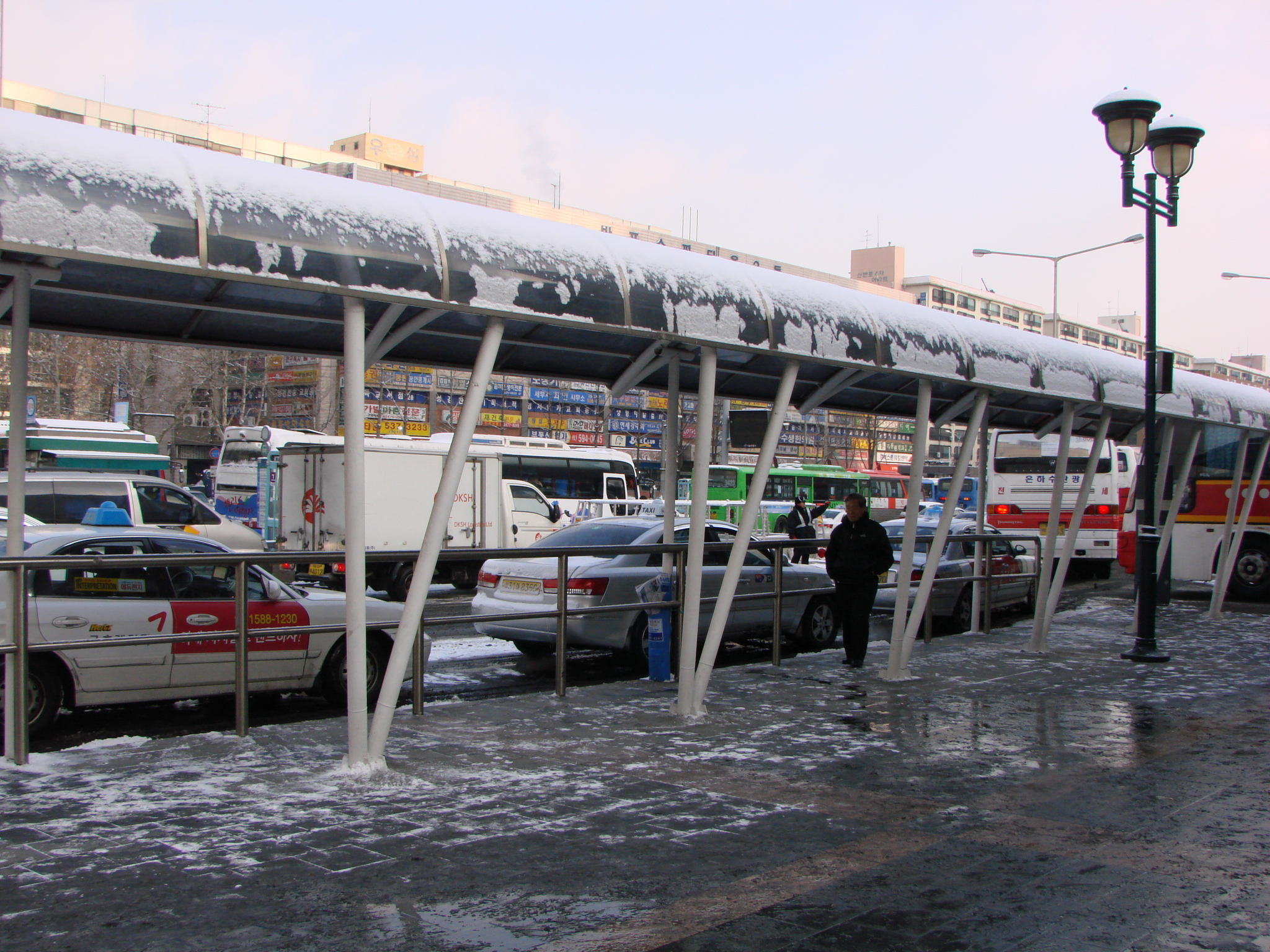
센트럴시티 앞 택시 정류장
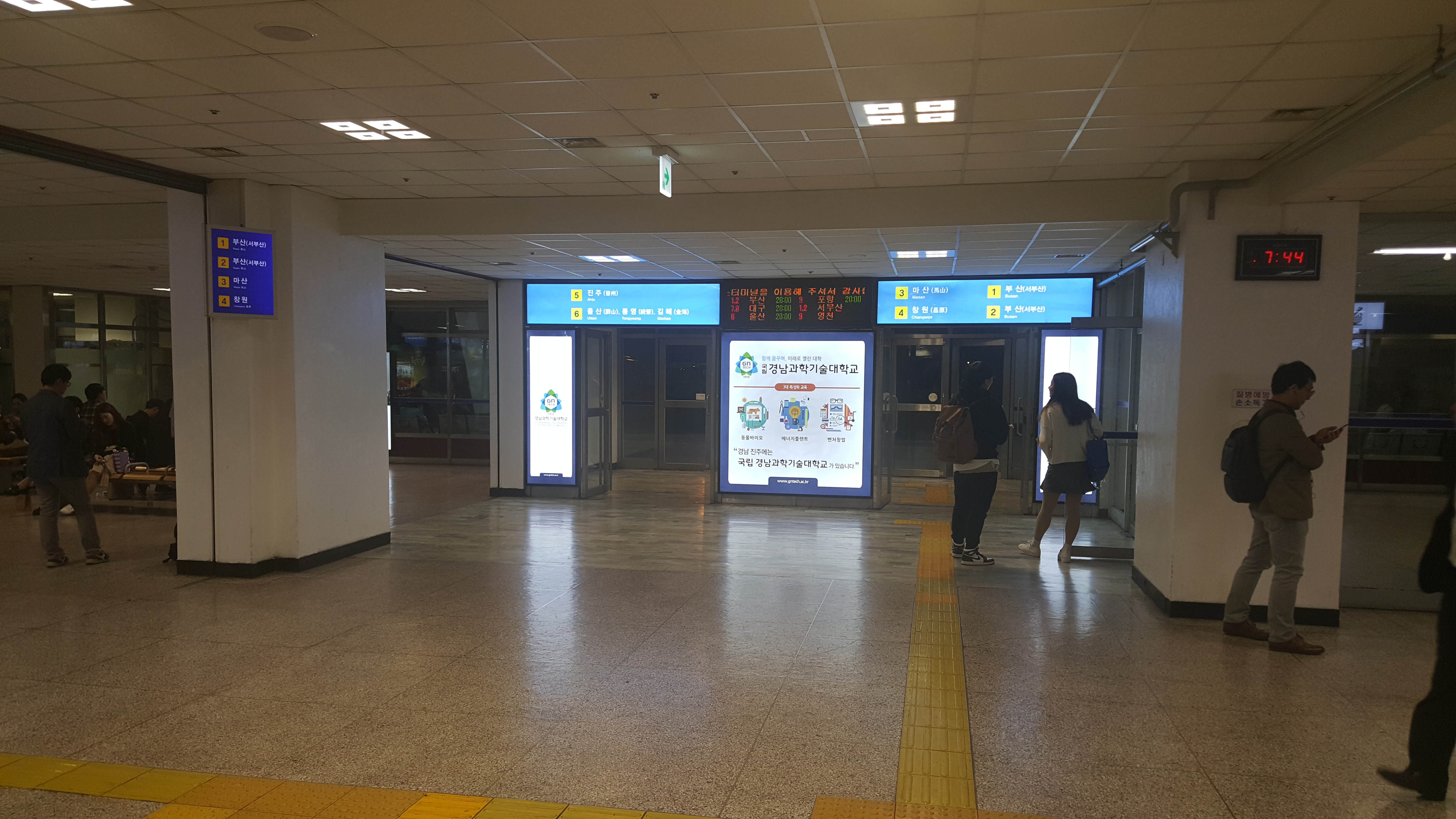
2016년 5월 경부선 출발홈 입구

## 같이 보기
- 센트럴시티 (건축물)